# I (EP)
I je peti EP švedskog ekstremnog metal sastava Meshuggah. Diskografska kuća Fractured Transmitter Recording Company objavila ga je 13. srpnja 2004. godine. Remasterirana inačica EP-a bila je objavljena 30. rujna 2014. godine. Izvorno se sastojao samo od jedne skladbe, dok su mu na remasteriranoj inačici bile dodane dvije koncertne skladbe i pjesma "Pitch Black".

## O EP-u
Meshuggin bubnjar Tomas Haake izjavio je: "Ta je cijela skladba bila nasumično skladana i snimljena. Fredrik i ja neobvezno smo svirali i kad bismo otkrili da nešto zvuči fora, on bi otišao u kontrolnu sobu. Ja bih samo snimio bubnjanje, ali ono nije imalo neki određeni uzorak, pokušao bih se udaljiti od uzorka, ali ipak bih nastavio svirati na način da atmosfera ostane ista. Tada smo sve trebali unijeti u tablicu te su gitare morale biti snimljene dio po dio jer je sve bilo toliko nasumično." Haake je kasnije komentirao da je pjesma "izvorno bila snimljena za diskografsku kuću Fractured Transmitter Jasona Popsona" i da "je to bio jedini put da nam je to Nuclear Blast dozvolio — jer smo još imali ugovor s njime."

## Popis pjesama
Tekstovi: Mårten Hagström, glazba: Tomas Haake i Fredrik Thordendal.
| 1.    | »I« | 21:00 |
| 21:00 |     |       |

| Reizdana inačica albuma | Reizdana inačica albuma                 | Reizdana inačica albuma | Reizdana inačica albuma | Reizdana inačica albuma | Reizdana inačica albuma | Reizdana inačica albuma | Reizdana inačica albuma | Reizdana inačica albuma | Reizdana inačica albuma |
| Br.                     | Skladba                                 | Trajanje                |                         |                         |                         |                         |                         |                         |                         |
| ----------------------- | --------------------------------------- | ----------------------- | ----------------------- | ----------------------- | ----------------------- | ----------------------- | ----------------------- | ----------------------- | ----------------------- |
| 1.                      | »I«                                     | 21:00                   |                         |                         |                         |                         |                         |                         |                         |
| 2.                      | »Bleed« (uživo)                         | 7:33                    |                         |                         |                         |                         |                         |                         |                         |
| 3.                      | »Dancers to a Discordant System« (live) | 9:48                    |                         |                         |                         |                         |                         |                         |                         |
| 4.                      | »Pitch Black«                           | 5:57                    |                         |                         |                         |                         |                         |                         |                         |
| 44:18                   |                                         |                         |                         |                         |                         |                         |                         |                         |                         |

## Recenzije
Wade Kergan, glazbeni kritičar sa stranice AllMusic, dodijelio je EP-u dvije i pol od pet zvjezdica te je izjavio: "Onima koji nisu u toku s ekstremnim metalom ili baš s Meshuggom, I će biti izvrstan uvod. Možda jest samo EP, ali je vrlo ambiciozan i u svojoj jednoj epskoj dvadesetijednominutnoj skladbi prikazuje vrtoglav broj promjena i stilova. Podlogu čini žestoki i muljeviti thrash metal, a ukrašena je džezističkim rifovima, jezivom atmosferom te naglim promjenama kojih ima dovoljno za par albuma. I je nemilosrdan i vjerojatno se neće svidjeti onima koji nisu naviknuti na Meshuggu, ali oni koji su joj vjerni bit će dostojno nagrađeni."

## Zasluge
Meshuggah
- Dick Lövgren – bas-gitara
- Tomas Haake – bubnjevi, naslovnica
- Mårten Hagström – gitara
- Fredrik Thordendal – gitara, miksanje
- Jens Kidman – vokali